# Бруниньо (футболист, 1993)
 Бруно Фелипе де Абреу Барбоза (порт. Bruno Felipe de Abreu Barbosa, или же просто Бруниньо (порт. Bruninho) род. 16 декабря 1993, Фирминополис, Гояс) — бразильский футболист, защитник португальского клуба «Авеш».

## Биография
Воспитанник бразильского клуба «Вила-Нова». Позже стал играть за взрослый клуб, где провёл 12 матчей. В 2012 году перешёл в «Атлетико Гоияниенсе» на правах аренды. За них отыграл 2 матча. Голами ни за первый, ни за второй клуб не отметился. Потом перебрался в ФК «Ред Булл Брагантино», где провёл два матча. В 2015 году перешёл в «Боа». За этот клуб он провёл 29 матчей, забил 4 гола. Но в 2016 году игрока отправили в оренду в ФК Форталеза где он сыграл всего одну игру и не забив в ней. За тем он в 2018 году перешел в ФК Томбенсе, где сыграл 22 игры и стал ключевым игроком. И  тогда 26 летнего игрока заметил клуб из португалии Авеш.  Но в марте 2021 года он вернулся в родную Бразилию где играет за клуб Сертаозиньо.